# Svijećnica
Svijećnica (lat. Festum candelarum), Prikazanje Gospodinovo u Hramu (Festum in praesentatione domini) ili Očišćenje Marijino (Purificatio Mariae) je kršćanska svetkovina koja se slavi 2. veljače. Prema tradiciji, označava svršetak Božićnoga razdoblja liturgijske godine. U Dalmaciji se blagdan zove Kandelora, među Hrvatima Bosne i Hercegovine Kalandora, a u Slavoniji Svitlomarinje.
Blagdanom se slavi događaj iz Isusova djetinjstva, u kojemu su, prema Mojsijevu Zakonu, Josip i Marija donijeli Isusa u Jeruzalemski hram kako bi ga, kao prvorođenca, obredno prikazali Bogu. Preko Mojsija, Bog je Izraelcima dao propis, da četrdeseti dan nakon poroda svećenici u Hramu moraju blagosloviti rodilju. Roditelji su za uzvrat, dali janje mlađe od godine dana ili mladu golubicu. Isusovo prikazanje u Hramu, prorekao je u Starome zavjetu prorok Malahija: „I doći će iznenada u Hram svoj Gospod kojega vi tražite i anđeo Saveza koga žudite“ (Mal 3, 1). U Hramu se zatekao starac Šimun, koji je Isusa primio u naručje i prepoznao ga kao Mesiju, a Mariji je prorekao, da će mnogo patiti, riječima: „Mač boli, probost će ti dušu.” Proročica Ana je također bila tada u Hramu i uputila je molitve i zahvale Bogu.
Na ovaj blagdan, blagoslivljaju se svijeće, koje se kasnije koriste u obredima krštenja, tijelovskim procesijama i drugim prigodama. 
Prikazanje Gospodinovo u Hramu četvrto je radosno otajstvo krunice. 
Na Svijećnicu obilježava se i Dan posvećenog života, koji je ustanovljen odlukom pape Ivana Pavla II. 1997. godine. Ovim danom Crkva posebnu pozornost posvećuje svećenicima, redovnicima i redovnicama koji su svoj život posvetili Bogu kroz zavjete siromaštva, poslušnosti i čistoće.

## Nazivi
Među Hrvatima postoje različiti nazivi za svetkovinu: Gospa Kandalora (Poljica), Kandalora (u dalmatinskom priobalju, Dalmatinskoj zagori i dr.), Kalandora (u Hercegovini i Rami), Svićnica (Sinj), Svjetlo Marinje (u Srijemu i Slavoniji), Sveta Marina (u Usori i okolici Busovače) i ini.
Kandelora i Kalandora izvedeni su iz talijanskog Calandora, kojim je Crkva zamijenila prijašnji rimski naziv Lucemaria.

## Starozavjetni temelj
Isusovo prikazanje temelji se na propisima iz Mojsijeva Zakona, koji Isus svojim dolaskom ne ukida, nego ispunjuje (Mt 5, 17–19). Kao uspomena na spašavanje izraelskih (židovskih) prvorođenaca od pomora prije izlaska iz Egipta, svaki se prvorođenac posvećivao u jeruzalemskom Hramu Bogu na službu. Izuzev prvijenaca iz Levijeva plemena, prvorođenci ostalih plemena morali su se u Hramu prije svećenikova blagoslova „otkupiti” prinosom od pet šekela, za uzdržavanje svećenika i levita. Drugi propis nalagao je svakoj ženi četrdeseti dan po rođenju sina doći u Hram i prinijeti žrtvu za čišćenje; imućna žena janje, a siromašna dvije grlice ili dva golubića. Marija kao Majka Kristova nije imala tu obvezu, no izvršila je Mojsijev propis.

## Povijest
Svijećnica je primjer kristijanizacije i inkulturacije rimskih poganskih običaja. Rimljani su častili Lupu, u čast vučice (lupa) koja je othranila Romula i Rema, cjelotjednim slavlje koje je završavalo svečanošću čišćenja od duhova smrti, bolesti i nesreće; završne bi noći Rimljani izlazili na gradske ulice s bakljama, svjetiljkama i svijećama kako bi dočekali lucemare (svjetlonoše), poganske svećenike koji bi trčali Rimom u janjećim kožama, škropeći ljude krvlju i mlijekom žrtvovanih životinja kao zaštitom od duhova smrti. Vjerovalo se da se tim obredom grad čisti od duhova smrti. Stjecanjem popularnosti, svečanost se proširila cijelim Rimskim Carstvom, prvo kao Lupercalia, a kasnije i Februa (po kojoj veljača, februar, nosi ime) pa se već u ranome kršćanstvu svetkovina Prikazanja Gospodinova nazvala Lucemaria (Svijećnica). Kako je Rim postao središtem kršćanstva, Crkva je bezuspješno pokušavala zabraniti poganski blagdan, na što je papa Gelazije nagovarao u V. st. rimski Senat. Stoga je Crkva uvela blagdan Marijina čišćenja, koji pada u dane Lucemaria, kako bi nadomjestila poganski običaj kršćanskim značenjem.
Drži se kako blagdan potječe s Bliskog Istoka. Tako hodočasnica Egerija u IV. st. svjedoči kako se tada u Jeruzalemu slavila ova svetkovina pod nazivom Quadragesima de Epiphania 14. veljače. Prema Grguru Niškom, svetkovina se slavila i izvan Palestine, o čemu svjedoči i govor sv. Ćirila Aleksandrijskog za Očišćenje. Svetkovina je službenom i obveznom postala u Carigradu 534., za Justinijana I., postavši općom svetkovinom na kršćanskome Istoku, kao slavlje susreta (hipapánte) Krista i starca Šimuna preko Josipa i Marije. Dolaskom istočnih monaha u Rim, širi se i značaj marijanskih svetkovina na Zapadu pa papa Sergije I. određuje slavlje Marijina Očišćenja, Navještenja, Uznesenja i Rođenja. Od tada se svetkovina slavi i u Rimu pod imenima Hipapânte, S. Symeonsis ili Purificatio S. Mariae.

Od X. st. svetkovina naglašava Marijino Očišćenje, no ophod sa svijećama u sklopu svetkovine stariji je od toga. U ophodu se mole zazivi, a svijeće predstavljaju Krista, kao „svjetlo na prosvjetljenje naroda” (Lk 2,32, riječi starca Šimuna). Do 1960. u procesiji se koristilo ljubičastom bojom liturgijskog ruha, kao pokorničkom naknadom za poganske povorke u Rimu održavane početkom veljače. Liturgijskom reformom 1960. svetkovina je postala i marijanska i Gospodnja tj. središte je stavljeno na Isusovo prikazanje, no Marija ostaje usko povezana sa svetkovinom. Papa Pavao VI. o tomu u Marialis cultis piše:
»Blagdan 2. veljače, kojemu je vraćeno ime 'Prikazanje Gospodinovo', mora nam isto tako biti prisutan u duhu, kako bismo mogli dohvatiti njegovo bogatstvo. To je skupno spominjenje Sina i Majka, proslavljanje spasenjskog otajstva koje je izveo Krist, a u kojem je Djevica bila tijesno ujedinjena kao Majka trpećeg Sluge Jahina, kao izvršiteljica poslanja koje je pripadalo starom Izraelu, a ujedno i kao pralik novoga Božjeg naroda, koji je u svojoj vjeri i svojoj nadi neprekidno iskušavan trpljenjem i progonom (usp. Lk 2, 31–35).«

## Bogoslužje
Do 1960. himni i psalmodija oficija u časoslovu bili su marijanski, no ostali dijelovi oficija i sveta misa naglašavale su kristovsko podrijetlo svetkovine. Reformom su dodani novi himni i drugo čitanje, uzeto iz govora sv. Sofronija.
Prvo misno čitanje (Mal 3, 1–4) i Evanđelje (Lk 2, 22–40 ili 2, 22–32) zadržani su iz liturgije prije reforme 1960. Reformom je pridodano drugo čitanje (Hebr 2, 14–18). U molitvi za blagoslov svijeća naglašava se Krist kao „svjetlo neugasivo”. Svjetlost svijeća u procesiji znak je svjetla Isusove božanske objave.

## Običaji
Na Murteru su popodne crkovinar i sakristan crkve Blažene Djevice Marije dijelili po dvije (kandalorske) svijeće sumještanima: veliku za dom i malenu za svakoga člana obitelji. Crkovinari i pjevači dobili bi posebno urešenu svijeću. Pjevalo se:

Kandalora, zimi ‘ora, 
 koja muti do dna mora; 
 za njon iđe Blaž, 
 koji govori da je laž, 
 a glistina 
 kaže da je istina.
 Vjerovalo se da, ako Kandalora osvane hladna i vedra, do Jurjeva će dvanaest puta pasti snijeg.
Slično murterskom napjevu, na Kupresu postoji izreka: „Kalandora ora (lijepo vrijeme) pola zime sfora (prođe). Za njom ide sveti Blaž, kaže da je laž.”
U Varešu se u crkvu nose svijeće i mukete, izrađene topljenjem i provlačenjem voska kroz svijeću. Posvećivale su se na svaku Mladu nedjelju i palile na misama za pokojne i obredima Velike Subote.
Za Svjetlo Marinje se u iločkom kraju prije svete mise blagoslivljaju svijeće, a nakon nje je procesija crkvenim parkom. Blagoslovljene svijeće čuvaju se u kući i pale uz bolesnike i samrtnike ili za nevremena. Slovaci se tradicijski okupljaju oko izvođenja kazališne predstave Đivadlo, nakon čega se pleše („igra”) tanjec do rana tj. ples do jutra.
U Usori se na Svetu Marinu svijeće posvećene na misi čuvaju u kući za paljenje na Badnjicu (uz večeru) i u smrtnim slučajevima, za pokoj pokojnikove duše. U Ravnu kod Busovače se na Svetu Marinu svijeće blagoslovljene na misi pale na groblju za pokojne.
U Donjem Selu na Šolti molitva na određenu nakanu molila se pred kandalorskom svijećom i raspelom.
U sinjskom kraju vjerovalo se kako vedro i sunčano vrijeme najavljuje kišno proljeće, dok kiša najavljuje lijepo vrijeme u proljeće.

## Posvete
Prikazanju Gospodinovu posvećene su crkve i kapele u Đurđancima kraj Đakova, Beliju na Cresu, Nevestu kod Unešića, Dolu na Braču, Smokvici na Korčuli i drugdje.

## Vanjske poveznice
| Portal:Kršćanstvo | Portal: Kršćanstvo |

Ostali projekti
|  | Zajednički poslužitelj ima još gradiva o temi Svijećnica |

Mrežna mjesta
- Svijećnica, www.vjeraidjela.com